# Perniciozna anemija
Perniciózna anemíja je vrsta megaloblastne anemije, ki nastane pri pomanjkanju vitamina B12 zaradi odsotnosti intrinzičnega faktorja, ki nastaja in se sprošča iz želodčne sluznice. Pri atrofičnem gastritisu propadajo parietalne celice v želodčni sluznici in s tem nastaja čedalje manj intrinzičnega faktorja. Intrinzični faktor je namreč potreben za absorpcijo vitamina B12 iz prebavil.

## Patofiziologija
Vitamina B12 človeški organizem ne more proizvajati sam, zato ga je treba vnašati s hrano. Vitamina B12 se normalno absorbira v vitem črevesu, vendar le, če je vezan na intrinzični faktor, ki ga sproščajo parietalne celice želodčne sluznice. Pri perniciozni anemiji parietalne celice propadajo in zato pride do pomanjkanja intrinzičnega faktorja in s tem absorpcije vitamina B12. Dolgoročno pomanjkanje tega vitamina povzroči megaloblastno anemijo, ker je motena sinteza DNK v eritrocitih. Vitamin B12 je poleg folne kisline bistven kofaktor pri sintezi timina.

## Simptomi
- slabokrvnost (megaloblastna anemija)
- bledica
- utrujenost
- dihalna stiska
- pekoč, vnet, rdeč jezik
- izguba telesne teže
- izguba apetita
- driska
- zaprtje
- bolečine v trebuhu
- parestezije
- vročina
- slabost
- nemirnost
- mišični krči
- motnje gibanja
- spremembe osebnosti
- slabotnost
- želodčne motnje
- tahikardija
- bolečine v prsih
- zlatenica